# Mario Bunge
 Mario Augusto Bunge  (Buenos Aires, 21 de setembre de 1919 - Mont-real, 24 de febrer de 2020) fou un físic, filòsof de la ciència i humanista argentí; defensor del realisme científic i de la filosofia. Fou conegut per expressar públicament la seva postura contrària a les pseudociències, entre les quals incloïa la psicoanàlisi, l'homeopatia i la microeconomia neoclàssica (o ortodoxa), a més de les seves crítiques contra corrents filosòfics com l'existencialisme, la fenomenologia, el postmodernisme, l'hermenèutica i el feminisme filosòfic.

## Biografia
Mario Bunge va néixer a Buenos Aires el 21 de setembre de 1919. Interessat en la filosofia de la física, Bunge va començar els seus estudis a la Universitat Nacional de La Plata, on es va graduar amb un doctorat en ciències fisicomatemàtiques el 1952. El tema de la seva tesi doctoral va versar sobre cinemàtica de l'electró relativista.
Va ser professor de física teòrica i de filosofia tant a la Plata com a la Universitat de Buenos Aires entre 1956 i 1963 quan, insatisfet amb el clima polític del seu país, va prendre la decisió d'emigrar.
Durant uns anys, va ensenyar en universitats de Mèxic, Estats Units i Alemanya. Finalment, el 1966, es va instal·lar a Mont-real (Canadà), on ensenya a la Universitat McGill, ocupant la càtedra Frothingham de Lògica i Metafísica (Frothingham Professor of Logic and Metaphysics).
Potser la seva obra més important siguin els vuit volums del Tractat de Filosofia (Treatise on Basic Philosophy), però es tracta d'un autor molt prolífic que, després d'exposar les seves posicions generals en el Tractat, ha publicat de manera regular les aplicacions de la seva filosofia a diverses ciències, tant naturals com socials.
Mario Bunge va ser honorat amb setze doctorats honoris causa atorgats per institucions com ara la Universitat de Salamanca (Espanya) el 2003, la Universitat Nacional de La Plata (Argentina) i la Universitat de Buenos Aires (Argentina) el 2008. També va rebre el Premi Príncep d'Astúries de Comunicació i Humanitats el 1982.

## Interessos
Els seus interessos incloïen tant la filosofia general (semàntica, ontologia, gnoseologia, metodologia de la recerca, praxeologia i ètica) com les ciències aplicades (física, biologia, psicologia i ciències socials), sense eludir consideracions sobre la filosofia de la lògica i la matemàtica com a fonament no sols del quefer científic sinó també filosòfic. En relació amb això, és fundador de la Societat per a la Filosofia Exacta, que procura, precisament, emprar només conceptes exactes, definits mitjançant la lògica o les matemàtiques. Va intentar combatre d'aquesta manera l'ambigüitat i la imprecisió característiques d'altres estils filosòfics, entre aquests el fenomenològic, el postmodern (especialment, l'hermenèutic) i provoca (alhora que estimula) el tractament de problemes no trivials com a contrast amb la gegantina producció filosòfica llibresca que interpreta recursivament les opinions d'altres filòsofs o que juga amb objectes ideals o mons possibles.
La seva posició crítica està equilibrada per les seves aportacions originals i pel plantejament de camins de reconstrucció filosòfica.

## Sobre els seus llibres
L'obra amb la que Bunge s'ha distingit especialment en l'àmbit de la filosofia és l'extens Treatise on Basic Philosophy (Tractat de Filosofia). És un esforç per construir un sistema que abasti tots els camps de la filosofia contemporània, enfocat especialment en els problemes que suscita el coneixement científic.
La semàntica (de la ciència) és tractada en els primers dos volums (Semantics 1. Sense and Reference i Semantics 2. Interpretation and Truth). L'ontologia en els dos següents (Ontology 1. The Furniture of the World i Ontology 2. A World of Systems).
La gnoseologia ocupa els tres volums posteriors (Epistemology and Methodology 1. Exploring the World, Epistemology and Methodology 2. Explaining the World i Epistemology and Methodology 3. Philosophy of Science and Technology).
Finalment, el volum 8 del Tractat s'ocupa de l'Ètica (Ethics. The Good and the Right).
La insistència en el rigor metodològic —usant eines formals logicomatemàtiques i de coneixement fundat científicament—, l'amplitud temàtica, l'originalitat i l'esmentat caràcter sistèmic fan del Treatise una de les iniciatives filosòfiques més ambicioses dels últims segles.
La ciència, el seu mètode i la seva filosofia (1960), obra en la qual introdueix de manera sintètica les bases del mètode científic, ha arribat a ser un clàssic en el seu gènere. Una perspectiva profunda però sintètica de la concepció filosòfica de Bunge, a manera de resum del Treatise, és el llibre en dos volums Scientific Research: Strategy and Philosophy (La investigació científica: Estratègia i filosofia) publicat el1967, i tornat a publicar el 1998 com a Philosophy of Science (Filosofia de la ciència). La traducció a l’espanyol ha estat reimpresa amb correccions per Siglo XXI Editores (Mèxic, 2000).
L'editorial espanyola Laetoli està recollint i publicant sistemàticament l'obra escrita de Bunge a la seva Biblioteca Bunge.

## El seu enfocament filosòfic: generalitats
La concepció filosòfica de Bunge es pot descriure, tal com ell mateix ho ha fet en diverses ocasions, recorrent a una conjunció de diversos "-ismes", dels quals els principals són el realisme, el cientifisme, el materialisme i el sistema.
El realisme científic de Bunge abasta els aspectes ontològics (les coses tenen existència independentment que un subjecte les conegui), gnoseològics (la realitat és intel·ligible) i ètics (hi ha fets morals i veritats morals objectives) del seu pensament. El cientifisme és la concepció que afirma que el millor coneixement sobre la realitat és el que s'obté amb l'aplicació del mètode d'investigació científica. El materialisme sosté que tot el que existeix és material, és a dir, matèria i energia. El sistema, finalment, és la perspectiva que tot el que existeix és un sistema o part d'un sistema.
A aquest quartet, cal afegir dos «ismes» més: l'emergència, que està associada al sistema, i es caracteritza per la tesi que els sistemes tenen propietats globals, sistèmiques o emergents, que les seves parts components no tenen, i són, per tant, irreductibles a propietats de nivells d'organització inferiors. I l'Agató I, la concepció bungeana de l'ètica, que es guia per la màxima «gaudeix de la vida i ajuda els altres a viure una vida digna de ser gaudida», i suposa que a cada dret li correspon una obligació, i viceversa.

## Obres seleccionades
- 1960. La ciencia, su método y su filosofía. Buenos Aires: EUDEBA.
- 1962. Intuition and Science. Prentice-Hall.
- 1969. La Investigación Científica. Su estrategia y su filosofía. Barcelona: Ediciones Ariel.
- 1973. Philosophy of Physics. Dordrecht: Reidel.
- 1980. The Mind-Body Problem. Oxford: Pergamon.
- 1984. "What is Pseudoscience", The Skeptical Inquirer, Vol.9, No.1, (Fall 1984), pp.36-46.
- 1974-89. Treatise on basic philosophy, en 8 vols. Dordrecht: Reidel.
- 1996. Finding Philosophy in Social Science. Yale University Press.
- 1998. Dictionary of Philosophy. Prometheus Books.
- 2001. Philosophy in Crisis. Prometheus Books.
- 2000. La relación entre la sociología y la filosofía. Madrid: Edaf.
- 2003. Emergence and Convergence: Qualitative Novelty and the Unity of Knowledge. Toronto: University of Toronto Press.
- 2006. Chasing Reality. Strife over Realism. Toronto: University of Toronto Press.